# Azat-Châtenet
 Azat-Châtenet  es una localidad y comuna de Francia, en la región de Lemosín, departamento de Creuse, en el distrito de Guéret y cantón de Bénévent-l'Abbaye.
Está integrada en la Communauté de communes de Bénévent-Grand-Bourg.

## Demografía[3]
| 493 | 444 | 446 | 659 | 681 | 614 | 679 | 673 | 576 | 551 | 604 | 507 | 490 | 493 | 510 | 527 | 535 | 556 | 555 | 504 | 457 | 398 | 359 | 340 | 283 | 253 | 217 | 210 | 188 | 168 | 133 | 133 | 132 |
| Para los censos de 1962 a 1999 la población legal corresponde a la población sin duplicidades (Fuente: INSEE [Consultar]) |     |     |     |     |     |     |     |     |     |     |     |     |     |     |     |     |     |     |     |     |     |     |     |     |     |     |     |     |     |     |     |     |